# Galaxia Bonito Jalisco
Galaxia Bonito Jalisco är en ort i Mexiko.   Den ligger i kommunen El Salto och delstaten Jalisco, i den centrala delen av landet, 400 km väster om huvudstaden Mexico City. Galaxia Bonito Jalisco ligger 1 521 meter över havet och antalet invånare är 9 082.
Terrängen runt Galaxia Bonito Jalisco är platt åt nordväst, men åt sydost är den kuperad. Runt Galaxia Bonito Jalisco är det ganska tätbefolkat, med 111 invånare per kvadratkilometer. Närmaste större samhälle är Tonalá, 13,6 km norr om Galaxia Bonito Jalisco. Omgivningarna runt Galaxia Bonito Jalisco är en mosaik av jordbruksmark och naturlig växtlighet.